# Província de San Juan
|  | Aquest article tracta sobre la província argentina. Si cerqueu la província dominicana, vegeu «San Juan (província)». |

San Juan, al text de la Constitució provincial: Província de San Juan és una de les vint-i-tres províncies de la República Argentina. Alhora, és un dels vint-i-quatre estats auto-governats o jurisdiccions de primer ordre que conformen el país, i un dels vint-i-quatre districtes electorals legislatius nacionals. La seva capital i ciutat més poblada és l'homònima San Juan.
La província està situada al nord-oest del país. Limita al nord i est amb La Rioja, al sud-est amb la de San Luis, al sud amb Mendoza i a l'oest (separada per la Serralada dels Andes) amb Xile. Des de finals del segle xix, hi resideix una nombrosa comunitat valenciana, majoritàriament de la Marina Alta, que va dedicar-se majoritàriament al treball de la terra i que avui en dia encara conserven llur llengua i tradicions.